# An American Tragedy
An American Tragedy is een Amerikaanse dramafilm uit 1931 onder regie van Josef von Sternberg.

## Verhaal
Een ambitieuze man zonder wilskracht moet kiezen tussen een arme arbeidster en een rijkeluisdochter, die verliefd op hem is. Wanneer de arbeidster verdrinkt, wordt hij beschuldigd van moord.

## Ontvangst
De film kreeg voornamelijk positieve kritieken en werd een groot kassucces.

## Rolverdeling
| Acteur            | Personage         |
| ----------------- | ----------------- |
| Phillips Holmes   | Clyde Griffiths   |
| Sylvia Sidney     | Roberta Alden     |
| Frances Dee       | Sondra Finchley   |
| Irving Pichel     | Orville Mason     |
| Frederick Burton  | Samuel Griffiths  |
| Claire McDowell   | Mevrouw Griffiths |
| Wallace Middleton | Gilbert Griffiths |
| Emmett Corrigan   | Belknap           |
| Lucille La Verne  | Asa Griffiths     |
| Charles Middleton | Jephson           |
| Al Hart           | Titus Alden       |
| Fanny Midgley     | Mevrouw Alden     |
| Arnold Korff      | Rechter           |
| Russ Powell       | Fred Heit         |